# Ritratto equestre di Gioacchino Murat
Il Ritratto equestre di Gioacchino Murat (Portrait équestre de Joachim Murat, roi de Naples) è un dipinto a olio su tela del pittore francese neoclassico e preromantico Antoine-Jean Gros, realizzato nel 1812 e conservato nel dipartimento di pittura del museo del Louvre di Parigi.

## Storia
Gioacchino Murat si fece dipingere vari ritratti equestri, la forma più prestigiosa di ritratto dai tempi dell'antica Roma imperiale. Antoine-Jean Gros conosceva bene il re di Napoli, che aveva incontrato a Milano nel corso della prima campagna d'Italia nel 1796. Il maresciallo gli aveva commissionato La battaglia di Abukir su una tela lunga più di nove metri, che venne esposta al Salone degli artisti francesi del 1806 prima di essere trasferita al palazzo reale di Napoli, dove Murat si stabilì a partire dall'estate del 1808, quando fu elevato al trono delle due Sicilie.
Il quadro venne esposto al Salone degli artisti francesi, a Parigi, nel 1812. Il ritratto venne acquistato per datio dal museo del Louvre nel 1973; in precedenza apparteneva al principe Gioacchino Murat.
Assieme a questo ritratto, Gros ricevette l'incarico di dipingere la resa di Capri, ma il progetto si fermò allo stadio di abbozzo in seguito alla caduta e all'esecuzione di Murat nel 1815.

## Descrizione
Gioacchino Murat è ritratto di tre quarti, in sella a un cavallo sauro bardato, davanti a un paesaggio vicino al mare. Una pelle di tigre viene usata come tappetino sottosella. A destra, in lontananza, si trova un vulcano fumante (identificabile con il Vesuvio) e a sinistra si trova una colonna di fumo.
Il re di Napoli è ritratto con un'uniforme colorata nella quale la fascia rossa dell'ordine nazionale della Legion d'onore si sovrappone al colore blu dell'ordine reale di Napoli.

## Analisi
Questo ritratto riflette la posizione ambigua di Gioacchino Napoleone in qualità di re di Napoli: i Borboni cacciati da Napoli mantennero il controllo di metà del regno, la Sicilia, difesa dalla flotta britannica; i Murat erano solo a capo di uno stato satellite dell'impero francese, dal quale Gioacchino cercò di emanciparsi mantenendo la sua lealtà personale nei confronti di Napoleone I.
La pelle di tigre sul dorso del purosangue arabo, che solleva la polvere di un terreno desertico, ricorda l'impresa personale di Murat durante la campagna d'Egitto; la sagoma del Vesuvio, tuttavia, colloca il quadro nella baia di Napoli. Le cannonate sullo sfondo a sinistra rappresentano di sicuro l'attacco a Capri, dove furono respinti i britannici nell'ottobre del 1808. Commissionato a Gros nel 1812, il ritratto era anche un dipinto di storia, vettore di propaganda politica: ritrae Gioacchino che conquista il suo stesso regno, riproponendo la presa riuscita di Capri per ricordare meglio quella fallita della Sicilia nell'autunno del 1810, a causa della mancanza del sostegno di Napoleone.